# Tiden dræber
|  | Denne artikel er oprettet af botten Steenthbot ud fra en ekstern database. Den kan derfor have sproglige fejl eller mangler. Denne skabelon kan fjernes efter kontrol af indholdet. |

Tiden dræber er en dansk børnefilm fra 2016 instrueret af Jakob Gebauer Mortensen.

## Handling
En dreng kommer op og slås på en bar, hvorefter han befinder sig en verden mellem livet og døden, hvor han prøver at løbe fra sin skæbne.

## Medvirkende
- Jens Benix Brüner
- Kasper Stens